# Karol Tankred Burbon-Sycylijski
Karol Tankred, infant Hiszpanii, właśc., wł. Carlos Tancredi di Borbone, fr. Charles Marie François d'Assise Pascal Ferdinand Antoine de Padoue François de Paule Alphonse André Avellin Tancrède de Bourbon (ur. 10 listopada 1870 w Gries, obecnie dzielnica Bolzano, zm. 11 listopada 1949 w Sewilli) – syn Alfonsa Burbona, hrabiego Caserty, i Marii Antonietty Burbon. Wnuk króla Obojga Sycylii Ferdynanda II.

## Małżeństwa i potomstwo
W 1901 poślubił najstarszą siostrę króla Hiszpanii – Alfonsa XII Burbona, Marię de las Mercedes (1880-1904), która była księżną Asturii i tym samym następczynią tronu hiszpańskiego do roku 1881. Po kilku dniach od zawarcia małżeństwa Karol Tankred otrzymał tytuł infanta, ale musiał zrzec się praw do tronu Obojga Sycylii. Jako naturalizowany Hiszpan, Karol Tankred zrobił karierę wojskową i został nawet kapitanem generalnym Andaluzji. Z Marią de las Mercedes miał troje dzieci:
- infanta Alfonsa (1901-1964), księcia Kalabrii, księcia Asturii i następcę tronu Hiszpanii w latach 1904–1907 (od momentu śmierci Marii de las Mercedes do narodzin syna króla Alfonsa XIII), pretendenta do tronu Obojga Sycylii w latach 1960–1964,
- infanta Ferdynanda (1903–1905),
- infantkę Izabella Alfonsa (1904–1985), żonę hrabiego Jana Kantego Zamoyskiego (1900–1961).

W 1907, po śmierci Marii de las Mercedes, Karol Tankred ożenił się po raz drugi, z Ludwiką Orleańską (1882–1958), córką Filipa Orleańskiego, hrabiego Paryża. Para ta miała czworo dzieci, które nie otrzymały tytułu infantów:
- Don Carlosa (1908–1936), który zginął podczas hiszpańskiej wojny domowej,
- Doñę Marię de los Dolores (1909–1996), od 1937 żonę księcia Augustyna Józefa Czartoryskiego (1907–1946) – matkę księcia Adama Karola,
- Doñę Marię de las Mercedes (1910–2000), od 1935 żonę Jana Burbona, hrabiego Barcelony – matkę późniejszego króla Hiszpanii – Jana Karola I,
- Doñę Marię de la Esperanza (1914–2005), od 1944 żonę Piotra Gastona Orleańskiego-Bragança, pretendenta do tronu Brazylii.